# Zabelia corymbosa
Zabelia corymbosa е вид растение от семейство Бъзови (Caprifoliaceae). Видът е незастрашен от изчезване.

## Разпространение
Среща се в Казахстан, Киргизстан и Таджикистан.